# وزارة المالية (مولدوفا)
وزارة المالية (بالرومانية: Ministerul Finanțelor) هي إحدى الوزارات الأربع عشرة لحكومة مولدوفا. هي الهيئة المتخصصة المركزية للإدارة العامة، التي تعمل على تطوير وتعزيز السياسة الفريدة للتدريب وإدارة السياسات المالية العامة، وتطبيق الروافع المالية بما يتماشى مع متطلبات اقتصاد السوق. تخضع وزارة المالية في نشاطها لدستور جمهورية مولدوفا وقوانين الجمهورية ومراسيم رئيس جمهورية مولدوفا وقرارات البرلمان والمراسيم والقرارات والأحكام من مجلس وزراء مولدوفا.
الوزير الحالي هو بيترو روتارو، وذلك منذ تعيينه في 28 سبتمبر 2023.

## التنظيم

العلم البري لدائرة الجمارك المولدوفية

يتولى وزير المالية القيام بمهام الوزارة، ويمثل الوزارة في العلاقات مع الغير، وكذلك مع الأشخاص الاعتباريين والطبيعيين من داخل الدولة أو خارجها. ويمارس نواب الوزراء الصلاحيات التي يخولهم بها وزير المالية. وفي الوقت نفسه، يكون الوزير مسؤولا شخصيا عن كيفية استخدام وسائل الميزانية المخصصة لضمان نشاط الوزارة، والتأكد من سلامة الإمكانيات المالية والأصول المادية الموضوعة تحت تصرف الوزارة المعنية.
تضم الوزارة المؤسسات التابعة التالية:
- دائرة الضرائب الحكومية
- خدمة الجمارك
- وكالة المشتريات العامة
- التفتيش المالي